# Natasha Saint-Pier
Natasha St-Pier (Bathurst, Nuevo Brunswick; 10 de febrero de 1981) es una cantante canadiense de origen acadiano afincada en Francia. Es una de las cantantes canadienses de lengua francesa más conocidas internacionalmente.

## Biografía
Su nombre de nacimiento es Natasha Saint-Pierre. En 1992, a la edad de 11 años, fue invitada por Alain Morisod a cantar en un concierto de Sweet People. Ese mismo año tuvo su primera aparición en un programa de televisión, logrando convertirse en un personaje muy popular de su provincia. Hizo su debut internacional a la edad de 14 años, interpretando el personaje Fleur-de-Lys en la comedia musical Notre-Dame de Paris.
Su elección para representar a Francia en el Festival de la Canción de Eurovisión 2001 con la balada Je n'ai que mon âme, la catapultó a la cabeza de los hits-parades de la Francofonía. Logró la cuarta posición en el festival en Copenhague. Su disco De l'amour le mieux (2002) fue editado, entre otros países, en Francia, Japón, Polonia, Rusia y España. En este último, bajo el título de "Encontrarás", con tres temas en español y la colaboración de Miguel Bosé. El primer sencillo del álbum en España, Encontrarás fue número #1 en la lista de ventas. Esto le llevó a actuar en la gala de Premios Ondas en 2004. También colaboró, entre otros, con Pascal Obispo, con el que cantó a dúo uno de sus grandes éxitos "Mourir Demain" en el exitoso álbum L'instant d'après, un sencillo que vendió 182.000 copias en Francia y se posicionó #24 en la lista de éxitos de Europa. En Suiza estuvo 17 semanas en el top-50 con esta canción. Ha llevado desde entonces una carrera muy activa, editando numerosos discos de estudio, sencillos y recopilatorios. 
Participó en la gala del 60.º aniversario del Festival de Eurovisión en Londres en 2015, emitida en varios países. Participó también en una de las ediciones francesas de Mask Singer. Entre sus colaboraciones destacan Il Divo, Les Enfoirés, Anggun o Julio Iglesias. En 2022 publica el recopilatorio Je n'ai que mon âme como retrospectiva de su carrera.
En 2020 publicó el álbum Croire («Creer»), producido por Thomas Pouzin, del grupo de música católica «Glorious». A diferencia de los álbumes anteriores basados en la poesía de Santa Teresa, los textos de este álbum fueron escritos por St-Pier y Pouzin. Ella escribió tres de los textos de las canciones («Par amour» y «Peu m'importe»), a las que Vincent Bidal (pianista de jazz, compositor y productor) puso música. En una entrevista, declaró: «Esta vez quería expresar lo que siento sin utilizar las palabras de Teresa. Utilizar mis propias palabras puede ayudar a la gente a saber en qué punto estoy de mi camino espiritual. Sobre todo porque, por primera vez, tres de los textos del álbum son obra mía íntegramente. Quería dirigirme un poco más a María, como hizo Teresa, y hablar directamente al público.»

### Vida personal
Natasha contrajo matrimonio con Grégory Quillacq en 2012, con quien tiene un hijo. En 2021 se separaron. Se considera vegetariana, católica y además es profesora de yoga y buceadora. Natasha ha participado en diversas campañas para la prevención del VIH y el cáncer, así como numerosas causas benéficas, siendo madrina de la asociación Petit Cœur de Beurre .

## Discografía

### Álbumes
| Año  | Álbum                                        | Posiciones en las Listas | Posiciones en las Listas | Posiciones en las Listas | Comentarios                                           |
| Año  | Álbum                                        | FRA                      | BEL                      | SUI                      | Comentarios                                           |
| ---- | -------------------------------------------- | ------------------------ | ------------------------ | ------------------------ | ----------------------------------------------------- |
| 1996 | Emergence                                    | -                        | -                        | -                        | Primer álbum de estudio Sólo editado en Canadá        |
| 2000 | À chacun son histoire                        | 23                       | 37                       | -                        | x1 Oro (Francia)                                      |
| 2002 | De l'amour le mieux                          | 3                        | 3                        | 12                       | x2 Platino (Francia) x1 Oro (Canadá, Bélgica y Suiza) |
| 2003 | L'instant d'après                            | 3                        | 6                        | 14                       | x1 Platino (Francia) x1 Oro (Bélgica)                 |
| 2006 | Longueur d’ondes                             | 1                        | 2                        | 11                       | x1 Oro (Francia)                                      |
| 2008 | Natasha St Pier                              | 16                       | 13                       | 63                       | -                                                     |
| 2009 | Tu trouveras... 10 ans de succès             | 23                       | 31                       |                          | -                                                     |
| 2012 | Bonne Nouvelle                               | 11                       | 11                       | 88                       |                                                       |
| 2013 | Thérése vivre d'amour                        | 2                        | 4                        | -                        | x1 Platino (Francia)                                  |
| 2017 | Mon Acadie                                   | 16                       | 18                       | -                        | Número 8 en Canadá                                    |
| 2017 | L'Alphabet des Animaux                       | 44                       | 68                       | 32                       |                                                       |
| 2018 | Thérèse de Lisieux – Aimer c'est tout donner | 23                       | 55                       | 40                       |                                                       |
| 2020 | Croire                                       | 31                       | 29                       | -                        |                                                       |
| 2022 | Jeanne                                       | 52                       | 113                      | -                        |                                                       |
| 2023 | Christmas Album                              | 68                       | 20                       | -                        |                                                       |

### Sencillos
- 1996: Il ne sait pas
- 1996: Sans le savoir
- 1997: Portés par la vague
- 2000: À chacun son histoire
- 2000: Tu m'envoles

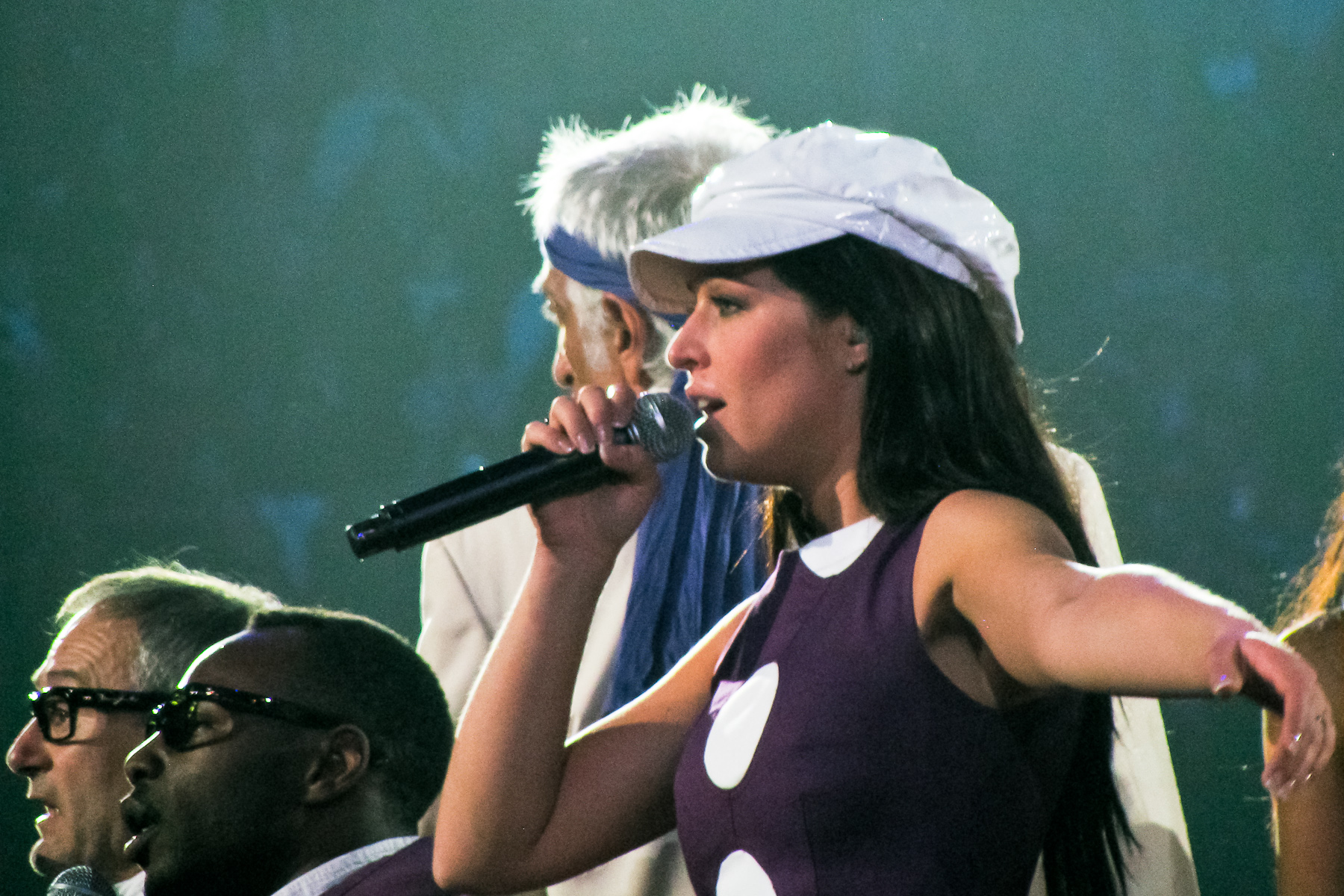
Natasha con Les Enfoirés en 2009

- 2001: Je n'ai que mon âme (Eurovisión)
- 2002: Tu trouveras (dúo con Pascal Obispo)
- 2003: Nos rendez-vous
- 2003: Alors on se raccroche
- 2003: Toi qui manques à ma vie
- 2003: Encontrarás (dúo con Miguel Bosé, versión en español de Tu trouveras)
- 2003: Por probarlo todo (versión en español de On peut tout essayer)
- 2003: Tant que c'est toi
- 2004: Quand on cherche l'amour
- 2004: Mourir demain (con Pascal Obispo)
- 2004: Je te souhaite
- 2005: J'avais quelqu'un
- 2006: Un ange frappe à ma porte
- 2006: Ce silence (dúo con Frédéric Château)
- 2006: Tant que j'existerai
- 2008: Embrasse-Moi
- 2009: 1, 2, 3
- 2009: L'instant T
- 2012: Bonne Nouvelle
- 2012: Juste Comme Ça (dúo con Mickaël Miro)
- 2013: Vivre d'amour (dúo con Anggun)
- 2014: Sous le vent (chanson)|Sous le vent (dúo con Tony Carreira)
- 2014: La vie ne s'arrête pas (dúo con Laurent Pagna)
- 2015: Tous les Acadiens
- 2016: Mon pays bleu
- 2018: Aimer c'est tout donner
- 2020: Viens sois ma lumière
- 2024: Ces Filles
- 2024: Tu trouveras (Version franco-espagnole)